# 学生たちの道
『学生たちの道』（Le Chemin des Ecoliers）は、1959年のフランスの映画。主演はアラン・ドロンとフランソワーズ・アルヌール。
フランスでは初公開時、2,516,405人の観客動員を記録した。

## キャスト
※括弧内は日本語吹替（初回放送1963年1月1日『テレビ名画座』15:00-16:40）
- バリー：アラン・ドロン（山本學）
- イベット：フランソワーズ・アルヌール（片岡藍子）
- ポール：ジャン＝クロード・ブリアリ（井上和行）
- オルガ：サンドラ・ミーロ（浦川麗子）
- ミショー：ブールヴィル
- ヘレン：ポーレット・デュボスト
- ティエセリン：リノ・ヴァンチュラ

## スタッフ
- 監督：ミシェル・ボワロン
- 製作：ロベール・アモン
- 原作：マルセル・エイメ
- 脚本：ジャン・オーランシュ、ピエール・ボスト
- 撮影：クリスチャン・マトラ
- 音楽：ポール・ミスラキ